# قوس الدجاجة
|  |

قوس الدجاجة في علم الفلك (بالإنجليزية: Cygnus Loop) أو «مصدر راديوي W78»,
هو بقايا مستعر أعظم يرى في كوكبة الدجاجة. وهو عبارة عن سديم انبعاث تبلغ مقاييسه 3° .
بعض أقواس شبه الحلقة المضيئة تسمى سديم الحجاب أو
Cirrus Nebula, وهي التي تشع ضوءا مرئيا. قوس الدجاجة الكامل (أو حلقة الدجاجة) تظهرها موجات راديوية، وأشعة تحت الحمراء وأشعة سينية. بهذا تتكاتف تقنيات أرصاد مختلفة لاستبيان حقيقة السديم.

## الأجزاء المرئية: سديم الحجاب
يعرف الجزء المرئي من قوس الدجاجة بسديم الحجاب ويعرف أيضا بالتسمية السديم الخيطي
Cirrus Nebula أو Filamentary Nebula. تعرف بعض أجزائه بتسميات خاصة، من ضمنها «الحجاب الغربي» Western Veil و «الحجاب الشرقي» و «مثلث بيكرينغ».

### إن جي سي 6960
NGC 6960, هو ما يسمى الحجاب الغربي لبقايا المستعر، وهو يقع عند مطلع مستقيم {RA|20|45|58.1} ، وميل {Dec|+30|35|43}.
وهو الجرم الفلكي الموجود في أقصى الجزء الغربي من السديم، واحيانا يستخدم مطلعه المستقيم لتحديد موقع سديم الحجاب كله.

### NGC 6992 و NGC 6995 و IC 1340
يتكون الحجاب الشرقي من ثلاثة مناطق لامعة. إن جي سي 6992 عبارة عن ما يشبه الغلاف من غاز الهيدروجين 1 ويمتد نحو الحافة الشمالية الشرقية لحلقة الحجاب. يرى طبقا لحقبة J2000 عند مطلع مستقيم {RA|20|56|19.0} وميل {Dec|+31|44|34}.
ويرى إن جي سي 6995 إلى الجنوب منه عند مطلع مستقيم {RA|20|57|10.7} وميل {Dec|+31|14|07}.
إما الجرم الفلكي IC 1340 فهو يقع بعيدا إلى الجنوب عند مطلع مستقيم
{RA|20|56|12.0} وميل {Dec|+31|04|00}.

### مثلث بيكرينغ
مثلث بيكرينغ يرى في الصور كسحابة باهتة حيث اكتشف بالتصوير الفوتوغرافي في عام 1904، واكتشفته العالمة الفلكية «وليامينا فليمنغ» التي كانت تعمل في مرصد هارفارد في ذلك الوقت، وكان «إدوارد بيكرينغ» مدير المرصد في ذلك الوقت.
درجة لمعان المثلث اشتد نوعا ما عند الجزء الشمالي من حلقة الحجاب، في حين أن الصور الملتقطة تبين سحابته ممتدة أيضا نحو المنطقة المركزية.

### إن جي سي 6974 وإن جي سي 6979
هذان الجرمان الفلكيان يتميزان بعقدتين ناصعتين في السديم ويقعان عند الطرف الشمالي من القوس، وإلى الشرق نحو الطرف الشمالي لمثلث بيكرينغ. إن جي سي 6979 اكتشفه وليام هرشل، ومع أن تقديراته لإحداثياته لسدم الحجاب لم تكن دقيقة تماما، فكانت تقديراته لموقع إن جي سي 6979 طبقا لحقبة J2000 تعتبر دقيقة نوعا ما وهي عند مطلع مستقيم {RA|20|50|27.9} وميل {Dec|+32|01|33}.
يستخدم المؤشر NGC 6979 أحيانا للإشارة إلى مثلث يكرينغ
, ولكن المثلث لم يكن الشيء الذي رآه هرشل؛ حيث أنه أكتشف عن طريق التصوير الفوتغرافي، أي بعد هرشل بمدة طويلة.

## العقدة الجنوبية الشرقية

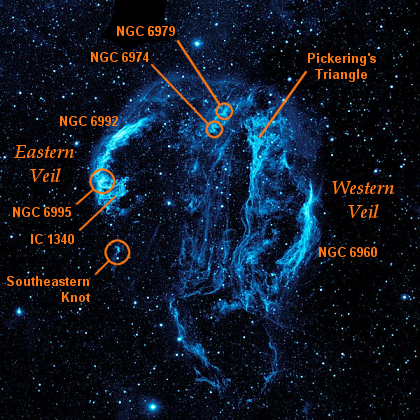
قوس الدجاجة وأجزائه. ترى العقدة الجنوبية الشرقية هنا إلى اليسار

تقع العقدة الجنوبية الشرقية طبقا لحقبة J2000 عند مطلع مستقيم {RA|20|56|21.2} وميل {Dec|+30|23|59} على الحافة الجنوبية الشرقية لقوس الدجاجة. ورؤيت العقدة على أنها عبارة عن تقابل لموجة تصادمية من مستعر أعظم مع سحابة صغيرة منعزلة.
.
وتصدر العقدة أشعة سينية، وهي تتكون من عدة شعيرات تظهر مع الضوء المرئي. بتجميع البيانات المرصودة لأشعة إكس مع البينات المرصودة من الضوء المرئي
يمكن استبيان أن العقدة عبارة عن التقاء على سطح موجة تصادمية، وليست سحابة صغيرة وإنما نتوء لسحابة كبيرة. وتدل الموجة التصادمية المعكوسة على ان العقدة تمثل مرحلة ابتدائية لموجة تصادمية تصتدم بسحابة كبيرة.

## اقرأ أيضا
- قائمة بقايا المستعرات العظيمة
- المستعر الأعظم 1987 أي
- انفجار أشعة غاما 970508
- مستعر
- قائمة بقايا المستعرات العظيمة
- مستعر أعظم II
- انفجار أشعة غاما 090423